# Eleccions legislatives malteses de 1953
Les Eleccions legislatives malteses de 1953 es van celebrar el 1953. Va guanyar el Partit Laborista, però el nacionalista George Borg Olivier fou nomenat primer ministre amb suport del Partit dels Treballadors.

## Resultats
Resum dels resultats electorals de 1953 a la Cambra de Diputats de Malta
|                                                                                         | Partit Nacionalista Partit Nazzjonalista | 48.180  | 38    | 18 | - |
|                                                                                         | Partit Laborista Partit Laburista        | 52.771  | 45    | 19 | - |
|                                                                                         | Partit dels Treballadors Maltesos        | 14.000  | 12    | 3  | - |
|                                                                                         | Partit Progressista Constitucional       | 1.385   | 1     | -  | - |
|                                                                                         | Independents                             | 5.117   | 4     | -  | - |
|                                                                                         | Total (participació 80,3%)               | 118.453 | 100.0 | 40 |   |
| Font: «Malta Elections». Arxivat de l'original el 2005-12-31. [Consulta: 16 juny 2009]. |                                          |         |       |    |   |